# Vladímir Lovetski
Vladímir Lovetski (Unión Soviética, 26 de octubre de 1951) es un atleta soviético retirado, especializado en la prueba de 4 x 100 m en la que llegó a ser subcampeón olímpico en 1972.

## Carrera deportiva
En los JJ. OO. de Múnich 1972 ganó la medalla de plata en los relevos 4 x 100 metros, con un tiempo de 38.50 segundos, llegando a meta tras Estados Unidos (oro) y por delante de Alemania Occidental (bronce), siendo sus compañeros de equipo: Aleksandr Kornelyuk, Yuris Silovs y Valeri Borzov.